# 2011 Veteraniya
2011 Veteraniya eller 1970 QB1 är en asteroid i huvudbältet som upptäcktes den 30 augusti 1970 av den ryska astronomen Tamara Smirnova vid Krims astrofysiska observatorium på Krim. Den har fått sitt namn efter det ryska ordet för veteran.
Asteroiden har en diameter på ungefär 5 kilometer och den tillhör asteroidgruppen Vesta.